# Big Nate (Fernsehserie)
Big Nate ist eine US-amerikanische CGI-Zeichentrickserie, welche auf der gleichnamigen Comic- und Kinderbuchreihe basiert.

## Handlung
Nate Wright ist ein halbwegs kompetenter, temperamentvoller und rebellischer Sechstklässler. Nate hasst die Sozialkundelehrerin Mrs. Godfrey, die er als „Godzilla der Schule“ bezeichnet, aber auch den strengen Direktor Nichols hasst er. Nate lebt zusammen mit seinem alleinerziehenden Vater Martin und seiner mädchenhaften Schwester Ellen.

## Figuren
Nate ist ein begabter Cartoonist, Schlagzeugspieler genauso wie Schachspieler. Er ist etwas eitel und glaubt, dass er für Mädchen unwiderstehlich ist. Er glaubt er sei ein brillanter Sportler, obwohl es ihm an sportlichen Fähigkeiten mangelt. Er leidet unter Ailurophobie, der Angst vor Katzen, und hasst Eiskunstlaufen und Eiersalat, liebt aber „Cheez Doodles“.
Martin ist Nates Vater, er ist sich wie sein Sohn, seiner Schwächen nicht bewusst. Er hält sich für einen professionellen Musiker, trotz seiner unbeschreiblich schrecklichen Gesangsstimme und seines anfänglich schrecklichen Gitarrenspiels.
Ellen ist Nates Schwester, sie ist sich sehr verantwortungsbewusst, außerdem liebt sie Katzen und Eiskunstlaufen. Sie ist Nates ständige Rivalin.
Teddy ist Nates bester Freund, er bringt häufig Witze und er ärgert gerne Nate. Sein zweiter Vorname ist das Quadratwurzel-Symbol, da seine Eltern Mathelehrer sind.
Chad ist guter Freund von Nate, er ist besessen vom Essen. Er hat die sogenannte „Macht von Chad“, mit dieser er aufgrund seiner Niedlichkeit Mädchen anziehen kann.
Wesley Nichols ist der Schulleiter von Nate, andere Schüler sind zu ihm freundlich, behandeln ihn jedoch nicht als eine Autoritätsperson.
Clara Godfrey ist Nates Sozialkundelehrerin. Mrs. Godfrey und Nate verstehen sich jedoch nur sehr negativ.
Francis Pope ist Nates Freund, die hohe Intelligenz verärgert seine Freunde von Zeit zu Zeit.
Dee Dee Holloway ist eine Freundin von Nate, außerdem ist sie die Vorsitzende des Theaterclubs. Sie wird von Nate und seinen Freunden als Drama-Queen angesehen.

## Episodenliste
Die Episoden sind nach der Ausstrahlungsreihenfolge in den USA sortiert, da es bei der Produktionsreihenfolge oftmals zu Anschlussfehlern kommt.

### Staffel 1
| Nr. (ges.) | Nr. (St.) | Deutscher Titel                | Originaltitel                   | Erstausstrahlung USA | Deutschsprachige Erstausstrahlung (D) | Prod. Code |
| ---------- | --------- | ------------------------------ | ------------------------------- | -------------------- | ------------------------------------- | ---------- |
| 1          | 1         | Die Legende von Brad Gunter    | The Legend of the Gunting       | 17. Feb. 2022        | 14. Nov. 2022                         | 101        |
| 2          | 2         | Bester Geburtstag aller Zeiten | Go Nate, It’s Your Birthday     | 17. Feb. 2022        | 15. Nov. 2022                         | 102        |
| 3          | 3         | Valentinstag des Schreckens    | Valentine’s Day of Horror       | 17. Feb. 2022        | 16. Nov. 2022                         | 103        |
| 4          | 4         | Schulprojekt mit Hindernissen  | CATastrophe                     | 17. Feb. 2022        | 17. Nov. 2022                         | 105        |
| 5          | 5         | Der Pickel                     | The Pimple                      | 17. Feb. 2022        | 7. Dez. 2022                          | 106        |
| 6          | 6         | Wenn die Liebesglocken läuten  | Belles A Ringin                 | 17. Feb. 2022        | 18. Nov. 2022                         | 107        |
| 7          | 7         | Die Zeitmanipulierer           | Time Disruptors                 | 17. Feb. 2022        | 21. Nov. 2022                         | 108        |
| 8          | 8         | Krieger der Wildnis            | Wilderness Warriors             | 17. Feb. 2022        | 22. Nov. 2022                         | 109        |
| 9          | 9         | Finger weg vom Smartphone      | Best Laid Cell Plans            | 19. Aug. 2022        | 30. Jan. 2023                         | 115        |
| 10         | 10        | Übergriff der Echsen           | Game Over                       | 19. Aug. 2022        | 30. Jan. 2023                         | 116        |
| 11         | 11        | Rocken bis zum Abwinken        | Til Death Do We Rock            | 19. Aug. 2022        | 30. Jan. 2023                         | 112        |
| 12         | 12        | Randy's Mutter                 | Randy's Mom Has Got It Goin' On | 19. Aug. 2022        | 30. Jan. 2023                         | 113        |
| 13         | 13        | Die Hexer                      | Ghostly Coven of Man Witches    | 19. Aug. 2022        | 30. Jan. 2023                         | 104        |
| 14         | 14        | Karriereträume                 | The Future is Fuzzy             | 19. Feb. 2022        | 19. Jan. 2023                         | 117        |
| 15         | 15        | Rivalen im Schnee              | The Big Freeze                  | 19. Aug. 2022        | 7. Dez. 2022                          | 110        |
| 16         | 16        | Der Fluch der Applewhites      | The Curse of the Applewhites    | 19. Aug. 2022        | 7. Dez. 2022                          | 111        |
| 17         | 17        | Die Parallelebene              | The Thing That Wouldn't Leave   | 19. Aug. 2022        | 18. Jan. 2023                         | 114        |
| 18         | 18        | Die allergrößte Blaubeere      | Kindness Wars                   | 26. Dez. 2022        | 31. März 2023                         | 118        |
| 19         | 19        | Allein im Dunkeln              | Wait Until Dark                 | 26. Dez. 2022        | 31. März 2023                         | 119        |
| 20         | 20        | Die Quadratwurzel aus Teddy    | The Square Root of Teddy        | 26. Dez. 2022        | 31. März 2023                         | 120        |
| 21         | 21        | Die Überraschungsparty         | Six-Tween Candles               | 26. Dez. 2022        | 31. März 2023                         | 121        |
| 22         | 22        | Einsam an der Spitze           | It's Lonly at the Top           | 26. Dez. 2022        | 31. März 2023                         | 123        |
| 23         | 23        | Der edle Ritter Nate           | Nate in Shining Armor           | 26. Dez. 2022        | 31. März 2023                         | 125        |
| 24         | 24        | Schwester gegen Bruder         | Bro-king Up Is Hard To Do       | 26. Dez. 2022        | 31. März 2023                         | 124        |
| 25         | 25        | Nate auf dem heißen Blechdach  | Nate on a Hot Tin Roof          | 26. Dez. 2022        | 31. März 2023                         | 122        |
| 26         | 26        | Der perfekte Prank             | The April Fool                  | 26. Dez. 2022        | 31. März 2023                         | 126        |

### Staffel 2
| Nr. (ges.) | Nr. (St.) | Deutscher Titel                   | Originaltitel                         | Erstausstrahlung USA | Deutschsprachige Erstausstrahlung (D) | Prod. Code |
| ---------- | --------- | --------------------------------- | ------------------------------------- | -------------------- | ------------------------------------- | ---------- |
| 27         | 1         | Der Fluch von Eewcorpico: Teil 1  | The Curse of Eewcorpico: Part 1       | 7. Juli 2023         | 29. Sep. 2023                         | 201        |
| 28         | 2         | Der Fluch von Eewcorpico: Teil 2  | The Curse of Eewcorpico: Part 2       | 7. Juli 2023         | 29. Sep. 2023                         | 202        |
| 29         | 3         | Toilettenprobleme                 | Mouth Brow Madness                    | 7. Juli 2023         | 29. Sep. 2023                         | 205        |
| 30         | 4         | Die Herrschaft der Snackautomaten | Flavor Blasted Beardy Yum Yums        | 7. Juli 2023         | 29. Sep. 2023                         | 208        |
| 31         | 5         | Beim Barte des Proleten           | Bum Rap                               | 7. Juli 2023         | 29. Sep. 2023                         | 203        |
| 32         | 6         | Kein Stern geht auf               | A Star is Torn                        | 7. Juli 2023         | 29. Sep. 2023                         | 206        |
| 33         | 7         | Valentinstag des Grauens: Teil II | Valentine's Day of Horror: Chapter II | 7. Juli 2023         | 29. Sep. 2023                         | 207        |
| 34         | 8         | Nate macht blau                   | Nate Wright's Day Off                 | 7. Juli 2023         | 29. Sep. 2023                         | 204        |
| 35         | 9         | Der Rekordjäger                   | Rackleff's G.O.A.T.                   | 7. Juli 2023         | 29. Sep. 2023                         | 209        |
| 36         | 10        | Die Ballade des Big Nate          | The Ballad of Big Nate                | 7. Juli 2023         | 29. Sep. 2023                         | 210        |

### Shorts
| Nr. | Deutscher Titel                      | Originaltitel                  | Erstausstrahlung USA | Deutschsprachige Erstausstrahlung (D) | Prod. Code |
| --- | ------------------------------------ | ------------------------------ | -------------------- | ------------------------------------- | ---------- |
| 1   | Die Schauspielkunst                  | Theater Antics                 | 18. Jan. 2022        | 23. Nov. 2022                         | 112B       |
| 2   | –                                    | How to Pull a Proper Prank     | 18. Jan. 2022        | –                                     | 112A       |
| 3   | Der Pobacken-Song                    | The Butt Cheeks Song           | 25. Jan. 2022        | 24. Nov. 2022                         | 115B       |
| 4   | Spitsys Gebell-Unterricht            | Splitsy’s Barking Lessons      | 25. Jan. 2022        | 25. Nov. 2022                         | 114A       |
| 5   | Wie man den Sport meistert           | How to Get Ripped or Die Tryin | 1. Feb. 2022         | 26. Nov. 2022                         | 114B       |
| 6   | Schließfach-Runderneuerung           | Locker Makeover Day            | 1. Feb. 2022         | 27. Nov. 2022                         | 115C       |
| 7   | Der Fototag                          | Picture Day                    | 8. Feb. 2022         | 28. Nov. 2022                         | 116A       |
| 8   | WIe man seine ältere Schwester nervt | How to Annoy Your Older Sister | 17. Feb. 2022        | 21. Nov. 2022                         | 115A       |
| 9   | Bring nie einen Hamster ans Set      | Never Bring a Hamster to Set   | 15. Juli 2022        | 29. Nov. 2022                         | 116B       |

## Produktion
Im Februar 2020 kündigte Nickelodeon eine animierte Big Nate Serie an. Erstmals sollte sie Serie im September 2021 rauskommen. Jedoch wurde im Dezember 2021, zusammen mit dem Cast, angekündigte, dass die Serie im Frühjahr 2022 auf Paramount+ rauskommen wird. Später wurde das Datum nochmals verdeutlicht auf den 17. Februar 2022.
Am 24. März 2022, erweiterte man die Serie um eine zweite Staffel.